# Xoanodera snizeki
Xoanodera snizeki är en skalbaggsart som beskrevs av Holzschuh 1999. Xoanodera snizeki ingår i släktet Xoanodera och familjen långhorningar. Inga underarter finns listade i Catalogue of Life.